# Leucania haywardi
Leucania haywardi är en fjärilsart som beskrevs av Köhler 1947. Leucania haywardi ingår i släktet Leucania och familjen nattflyn. Inga underarter finns listade i Catalogue of Life.